# جائحة فيروس كورونا في نيو مكسيكو 2020
أكدت سلطات ولاية نيومكسيكو الأمريكية وصول جائحة كوفيد-19 إلى الولاية في 11 مارس 2020.
بدأت المقاطعات المكتظة بالسكان في الولاية بتسجيل أعداد متزايدة من الإصابات، ولكن بحلول منتصف أبريل أصبحت المقاطعات الشمالية الغربية (ماكينلي وسان خوان) أكثر المناطق تسجيلًا للإصابات في الولاية، وشهدت مقاطعة ساندوفال كذلك معدل إصابات مرتفع. تتميز هذه المقاطعات بأنَّ فيها عددًا كبيرًا من السكان الأمريكيين الأصليين، والذين أكدت الإحصائيات أنهم يشكلون 58% من مجمل المصابين على مستوى الولاية حتى 15 مايو. سجلت مقاطعة ماكينلي أعلى عدد من الإصابات في 25 أبريل، بينما سجلت مقاطعة سان خوان أكبر عدد من الوفيات بحلول 26 أبريل.

## خلفية
في 12 يناير 2020، أكدت منظمة الصحة العالمية عن ظهور فيروس كورونا المستجد كسبب للمرض التنفسي الذي أصاب مجموعة من الأشخاص في مدينة ووهان، مقاطعة خوبي، الصين، إذ أُبلغ عنهم إلى منظمة الصحة العالمية في 31 ديسمبر 2019. كانت نسبة الوفيات بين الحالات المُشخصة بكوفيد-19 أقل بكثير من جائحة فيروس سارس في عام 2003، لكن انتقال العدوى كان أكبر، والوفيات أيضًا.

## خط زمني

### مارس
- 11 مارس: أعلنت وزارة الصحة في ولاية نيومكسيكو عن أول أربع إصابات بفيروس كورونا المستجد في الولاية.[6] هؤلاء المصابون الأربعة هم: زوجان في الستينيات من العمر من مقاطعة سوكورو سافرا مؤخرًا إلى مصر، وامرأة في السبعينيات من عمرها من مقاطعة بيرناليلو سافرت مؤخرًا إلى مدينة نيويورك، وامرأة من مقاطعة سانتا فيه في الستينيات من عمرها سافرت مؤخرًا إلى مدينة نيويورك.[7] حذرت حاكمة نيومكسيكو ميشيل لوغان غريشام ووزارة الصحة في الولاية من التجمعات الكبيرة والسفر غير الضروري خارج نيو مكسيكو. وقعت غريشام أمرًا تنفيذيًا معلنةً حالة الطوارئ الصحية العامة على مستوى الولاية.[8]
- 12 مارس: أعلنت الولاية عن إصابتين جديدتين، لرجل من مقاطعة برناليلو في الأربعينيات من عمره،[9] وامرأة من مقاطعة سانتا فيه في الخمسينيات من عمرها كانت قد سافرت مؤخرًا إلى إيطاليا.[10]
- 13 مارس: أعلنت الولاية عن أربع إصابات جديدة، لرجلين من مقاطعة بيرناليلو في الخمسينيات والثمانينيات من عمرهم، وامرأة من مقاطعة بيرناليلو في السبعينيات من عمرها، وكان جميع هؤلاء المصابين على اتصال بمرضى شُخصوا سابقًا، بالإضافة إلى امرأة من مقاطعة سانتا فيه في العشرينيات من عمرها كانت قد سافرت مؤخرًا إلى نيويورك.[11] أعلنت الحاكمة ميشيل لوغان غريشام إغلاق جميع المدارس الحكومية من الروضة حتى الصف الثاني عشر لمدة ثلاثة أسابيع اعتبارًا من 16 مارس 2020.[12]
- 14 مارس: أعلنت الولاية عن ثلاث إصابات جديدة، لرجل وامرأة من مقاطعة ساندوفال، وامرأة من مقاطعة بيرناليلو في الخمسينيات من عمرها.[13]
- 15 مارس: أعلنت الولاية عن أربع إصابات جديدة، وكان جميع المرضى الجدد رجالًا من مقاطعة بيرناليلو، أحدهم في العشرينيات وآخر في الأربعينيات واثنان في الثلاثينيات من عمرهما.[14]
- 16 مارس: أعلنت الولاية عن أربع إصابات جديدة، وكان جميع المرضى الجدد من مقاطعة بيرناليلو: رجلٌ في العشرينيات من عمره، وامرأتان في الثلاثينيات من العمر، ورجلٌ في الثمانينيات من عمره.[14]
- 17 مارس: أعلنت الولاية عن إصابتين مؤكدتين جديدتين، لرجلين أحدهما في الأربعينيات من عمره من مقاطعة سانتا فيه، والآخر في الخمسينيات من عمره من مقاطعة تاوس.[15]
- 18 مارس: أعلنت الولاية عن خمس حالات جديدة، لامرأة في الأربعينيات من عمرها من مقاطعة بيرناليلو، وامرأة في الثمانينيات من عمرها من مقاطعة بيرناليلو، وامرأة في الثلاثينيات من عمرها من مقاطعة سانتا فيه، وشابة في سن المراهقة من مقاطعة ساندوفال، وامرأة في الخمسينيات من عمرها. شكلت إصابة امرأة في الأربعينيات من عمرها من مقاطعة بيرناليلو تحديًا جديدًا لأنها لم تكن على صلة بسفر أو بأي شخص مصاب، ما قد يشير إلى انتشار مجتمعي محتمل.[16]
- 19 مارس: أعلنت الولاية عن سبع إصابات جديدة، أربعٌ منها من مقاطعة بيرناليلو، وحالتان من مقاطعة سانتا فيه، وواحدة من مقاطعة سان ميغيل. أكدت وزارة الصحة لأول مرة أنها اكتشفت انتشار مجتمعي داخل ولاية نيومكسيكو.[17]
- 20 مارس: أعلنت الولاية عن ثماني إصابات جديدة، منها أول الإصابات التي تُسجل في مقاطعات ماكينلي ودونا أنا، وإصابتان جديدتان في كل من مقاطعات بيرناليلو وساندوفال، بالإضافة إلى حالة جديدة في مقاطعة تاوس.[18]
- 21 مارس: أعلنت الولاية عن 14 حالة جديدة، بما في ذلك الحالة الأولى في مقاطعة ليا، وتسع حالات جديدة في مقاطعة بيرناليلو، وحالة واحدة في كل من مقاطعات دونا آنا وساندوفال وسانتا فيه ومقاطعة تاوس.[19]
- 22 مارس: شُخصت إصابتان جديدتان في كل من مقاطعات بيرناليلو ودونا آنا وسانتا فيه وإصابة واحدة في مقاطعات ماكينلي وسان خوان، ليبلغ العدد الإجمالي للإصابات على مستوى الولاية 65 إصابة.[20]
- 23 مارس: أعلنت الحاكمة ميشيل لوغان غريشام أنَّ أمر البقاء في المنازل يتطلب أن تعمل 100% من القوى العاملة التجارية غير الضرورية من المنزل اعتبارًا من 24 مارس.[21] شُخصت 18 إصابة جديدة بكوفيد-19، منها أربع حالات في مقاطعتي بيرناليلو وتشافيس، وست حالات في دونا آنا، وحالتان في سان خوان وسانتا فيه، ليبلغ مجموع الإصابات على مستوى الولاية 83 إصابة.[22]
- 24 مارس: أعلن عن 17 إصابة جديدة، ليبلغ مجموع الإصابات 100 إصابة، منها خمس حالات في مقاطعة بيرناليلو، وثلاث في دونا آنا، وأربع في سان خوان، واثنتان في سانتا فيه، وواحدة في كلٍّ من ماكينلي وسيبولا وكاري.
- 25 مارس: أعلنت الولاية عن أول حالة وفاة فيها، لرجلٍ في أواخر السبعينات من عمره توفي في 22 مارس في مستشفى أرتيسيا العام، وتبين أن سبب الوفاة كان فيروس كورونا المستجد بعد إجراء الاختبارات وتأكيد الإصابة في وقت متأخر من يوم 24 مارس، مع العلم أن المتوفي كان يعاني أيضًا من عدد من المشاكل الصحية المزمنة.[23] أعلن أيضًا عن 13 إصابة جديدة، خمس منها في مقاطعة بيرناليلو، وثلاث في سانتا فيه، واثنتان في ريو أريبا، وواحدة في مقاطعتي سان خوان وساندوفال، ليصل إجمالي الإصابات على مستوى الولاية إلى 112.[24]
- 26 مارس: أعلن عن 24 حالة جديدة، منها سبع حالات في مقاطعة بيرناليلو، وست في سان خوان، وخمس في سانتا فيه، وثلاث في دونا آنا، واثنتان في ساندوفال، وواحدة في مقاطعة تشافيز ليصل إجمالي عدد الإصابات المؤكدة على مستوى الولاية إلى 136 إصابة.[25]
- 27 مارس: بلغ إجمالي الحالات المؤكدة في الولاية 191، حيث شُخصت 55 إصابة جديدة، منها 27 إصابة في مقاطعة بيرناليلو، و7 إصابات في سانتا فيه، وخمس إصابات في ساندوفال وتاوس، وثلاث في سان خوان، واثنتان في ماكينلي، وواحدة في سيبولا وإيدي وليا وريو أريبا. أمرت الحاكمة ميشيل لوغان غريشام بتمديد إغلاق المدارس الحكومية حتى نهاية العام الدراسي.[26]
- 28 مارس: أعلن عن الوفاة الثانية في الولاية في مقاطعة بيرناليلو، لرجل في الثمانينيات من عمره يعاني من مشاكل صحية مزمنة توفي في يوم 27 مارس. وأعلن كذلك عن تشخيص 17 إصابة جديدة، 11 منها في بيرناليلو، وثلاث في تشافيز، وواحدة في دونا آنا وإيدي وسان خوان ليصل العدد الإجمالي للإصابات على مستوى الولاية إلى 208. أفادت وزارة الصحة في ولاية نيومكسيكو أن 26 مصابًا قد تعافوا من المرض.[27]
- 29 مارس: أعلنت الولاية عن 29 إصابة جديدة، منها تسع إصابات في بيرناليلو، وأربع في مقاطعات ماكينلي وسان خوان وسانتا فيه، وثلاث في ساندوفال، واثنتان في كاري، وواحدة في تشافيز ليصل إجمالي الإصابات في الولاية إلى 237 إصابة.[28]
- 30 مارس: أعلن عن 44 إصابة جديدة في الولاية بالإضافة إلى وفاة مصابين آخرين في مقاطعة بيرناليلو. من بين الإصابات الجديدة 16 في بيرناليلو، وخمس إصابات في ساندوفال وسان خوان، وثلاث في ماكينلي وسانتا فيه وتورانس، ليصل إجمالي الحالات في الولاية إلى 281 إصابة و4 وفيات.[29]
- 31 مارس: أعلنت الولاية عن 35 إصابة جديدة مع وفاة واحدة جديدة، لرجل في الأربعينيات من عمره يعاني من أمراض سابقة. تشمل الحالات الجديدة 12 إصابة في بيرناليلو، و7 في ساندوفال، و6 في سان خوان، و4 في ماكينلي وسانتا فيه، وواحدة في ريو أريبا وتاوس، ليصل بذلك مجموع الحالات في الولاية إلى 315 إصابة وخمس وفيات.[30]